# Przemysław Górny
Przemysław Wojciech Górny (ur. 23 kwietnia 1932 w Kaliszu zm. 25 stycznia 2022 w Warszawie) – polski działacz antykomunistyczny i antyustrojowy w okresie PRL, następnie działacz społeczny.

## Życiorys
Jego ojciec Stefan Górny należał do Stronnictwa Narodowego, a w trakcie drugiej wojny światowej do Narodowej Organizacji Wojskowej. Został aresztowany przez Gestapo w 1944, a następnie zamordowany w obozie koncentracyjnym w Mauthausen.
Przemysław Górny przez pewien czas przebywał w domu dziecka, potem wychowywała go matka. W liceum został uznany za „element antysocjalistyczny”, musiał wielokrotnie zmieniać szkoły. Jako nastolatek trenował boks. W 1951 zdobył tytuł młodzieżowego wicemistrza Polski w tej dyscyplinie. W 1954 został przyjęty na Wydział Prawa Uniwersytetu Warszawskiego. Prezentował postawę otwartego sprzeciwu wobec systemu komunistycznego, cieszył się wielką popularnością wśród studentów. Działał w duszpasterstwie akademickim. Odmawiał wstąpienia do Związku Młodzieży Polskiej, za co groziło mu skreślenie z listy studentów. W latach 1955–1959 był przewodniczącym Zrzeszenia Studentów Polskich na UW. Był jednym z organizatorów manifestacji powitania prymasa Stefana Wyszyńskiego (w listopadzie 1956).
W maju 1955 był jednym z założycieli Związku Młodych Demokratów, a w grudniu 1957 współtworzył Ligę Narodowo-Demokratyczną. Był wielokrotnie zatrzymywany przez milicję i Służbę Bezpieczeństwa m.in. w 1959 za udział w powitaniu wiceprezydenta USA Richarda Nixona w Warszawie. 7 maja 1960 wraz z innymi działaczami LND został aresztowany podczas spotkania tej organizacji. Przez 9 miesięcy był poddawany torturom za odmowę składania zeznań. W niejawnym procesie LND 29 maja 1961 skazany został za przynależność do tajnego związku wrogiego Polsce Ludowej na dwa lata pozbawienia wolności.
W 1965 został ponownie aresztowany na 6 miesięcy pod fałszywymi zarzutami udziału w napadzie na bank. Następnie zatrzymano go w styczniu 1966 pod zarzutem nielegalnego przekroczenia granicy i zamiaru reaktywacji ZMD na emigracji. Skazano go za to na karę 2,5 roku pozbawienia wolności. W listopadzie 1967 został warunkowo zwolniony z więzienia. Dwa dni później uległ poważnemu wypadkowi samochodowemu.
W 1968 został skreślony z listy studentów. Po wznowieniu studiów w 1970 uzyskał absolutorium na Wydziale Prawa UW.
Odrzucił propozycje współpracy z SB oraz uczestnictwa we frakcji moczarowców w PZPR. W 1968 przeszedł na rentę i wyłączył się z działań politycznych.
Po 1989 działał społecznie, m.in. pracując z młodzieżą. Wstąpił do Narodowego Towarzystwa Oświatowego. Był twórcą, a następnie opiekunem Młodzieżowego Korpusu Ochrony Środowiska w Warszawie. W lutym 1992 został zrehablitowany podczas procesu rehabilitacyjnego członków LND.
W wyborach parlamentarnych w 1997 bez powodzenia ubiegał się o mandat poselski z listy Bloku dla Polski w województwie bydgoskim. W wyborach samorządowych w 1998 bezskutecznie kandydował do rady powiatu warszawskiego z listy koalicji Ruch Patriotyczny Ojczyzna. W wyborach w 2002 bez powodzenia ubiegał się o mandat radnego warszawskiej dzielnicy Praga-Południe z listy lokalnego komitetu. W 2010 był uczestnikiem protestów przeciwko przeniesieniu krzyża sprzed Pałacu Prezydenckiego, który upamiętniał ofiary katastrofy smoleńskiej. Przed wyborami prezydenckimi w 2020 poparł kandydaturę Andrzeja Dudy
Pochowany na Cmentarzu Północnym (lokalizacja W-IX-8-8-11).

## Odznaczenia
W 2006, za wybitne zasługi w działalności na rzecz przemian demokratycznych w Polsce, został odznaczony przez prezydenta Lecha Kaczyńskiego Krzyżem Komandorskim Orderu Odrodzenia Polski.